# Unija za Sredozemlje
Unija za Sredozemlje (tudi Sredozemska unija; francosko Union pour la Méditerranée) je skupnost držav Evropske unije in držav, ki ležijo ob Sredozemskem morju. Ustanovljena je bila julija 2008.
Zamisel Sredozemske unije je povezovanje narodov Evrope, Severne Afrike in Bližnjega vzhoda.